# Erkki Raappana
Erkki Johannes Raappana, född 2 juni 1893 i Uleå, död 14 september 1962 i Joensuu, var en finsk militär, generalmajor 1941.
Raappana anslöt sig till jägarrörelsen 1916. Under vinterkriget var han kommendör för den nordkarelska gruppen. Under fortsättningskriget var han kommendör för 14. divisionen vid Rukajärvi. Som grupp Raappanas befälhavare vann han en av krigets sista segrar under juli–augusti 1944 vid Ilomants.
1944–49 var han befälhavare för gränsbevakningstrupperna.
Han erhöll också Mannerheimkorset, av andra klassen (1941).

## Fotnoter
1. 1 2 3 4 5 6  Uppslagsverket Finland, Svenska folkskolans vänner, 19 januari 2011, Uppslagsverket Finland-ID: RaappanaErkkiUppslagsverketFinland, läst: 1 juli 2019.[källa från Wikidata]
2. 1 2 3 4 5 6 7 8 9 10 11 12 13 14 15 16  Matti Klinge (red.), Kansallisbiografia, Finska litteratursällskapet och Finska historiska samfundet, Finlands nationalbiografi-ID: 7692, läst: 4 februari 2024.[källa från Wikidata]